# Oulad Boughadi
Oulad Boughadi  (in arabo أولاد بوغادي‎?) è un centro abitato e comune rurale del Marocco situato nella provincia di Khouribga, regione di Béni Mellal-Khénifra. Conta una popolazione di 8 648 abitanti (censimento 2014).